# Droit allemand

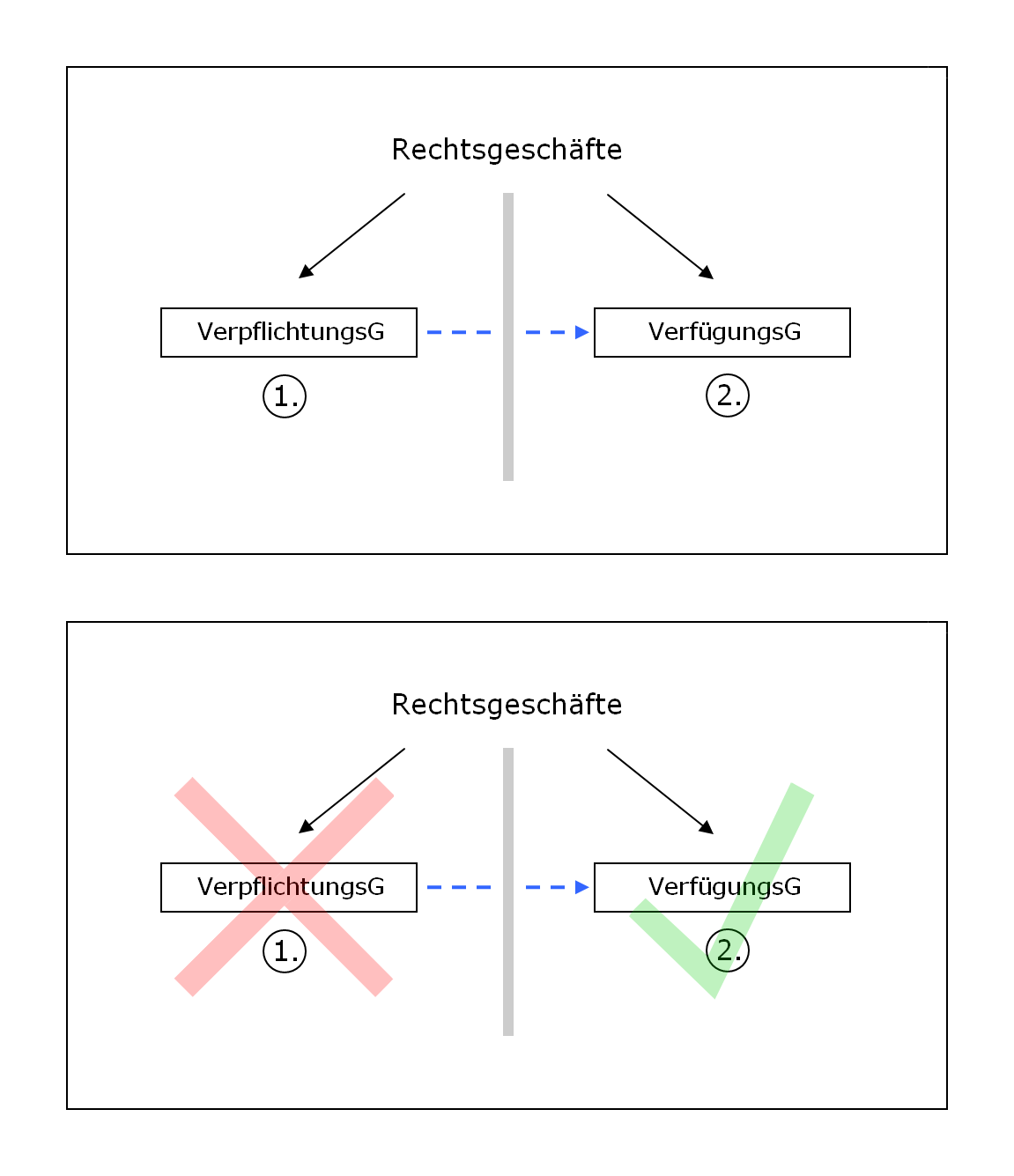
Principe d'abstraction (Abstraktionsprinzip) propre au droit allemand

Le droit allemand appartient à la famille des droits romano-germaniques. Comme le droit français et le droit italien, il dérive principalement du droit romain.

## Histoire du droit allemand
Hermann Conring (1601-1681) est considéré comme le fondateur de la science de l'histoire du droit allemand.
Le droit allemand a été l'objet de plusieurs influences au fil des siècles. Jusqu'à l'époque médiévale, le droit des royaumes barbares, dérivé de la loi salique des Francs saliens et des autres tribus, était commun. Avec l’arrivée de la Renaissance, le droit romain joua de nouveau un rôle important, et plus tard, les pandectistes ravivèrent le droit procédural romain établi par Justinien dans le Corpus iuris civilis. Il devint le droit commun (Gemeines Recht) dans le monde germanophone et prévalu jusqu'au XIXe siècle. 
Dans le Saint-Empire romain germanique, qui était composé de petites entités territoriales, le droit variait beaucoup en fonction des traditions locales et des religions. Ces lois étaient codifiées dans 3 000 Weistümer (aussi appelée Holtinge ou Dingrodel), des collections de lois rurales. Le plus ancien recueil de ce droit coutumier est le Miroir des Saxons.
Seule la Cour supérieure de justice impériale (Reichskammergericht), instituée en 1495 par Maximilien de Habsbourg, avait un code de procédure. 
La Prusse fit des efforts de codification avec l’Allgemeines Landrecht für die preußischen Staaten (loi nationale générale pour les États prussiens), un système de codification contenant les lois en relation avec tous les spectres du droit.
Après la Révolution de Juillet de 1830 en France, les idées révolutionnaires de la Révolution française et les Codes de Napoléon tels que le Code civil, le Code pénal et le Code d'instruction criminelle ont influencé la tradition légale allemande, dont le grand-duché de Bade (qui traduisait parfois les Codes français pour son propre usage).
Avec la formation du Reich allemand en 1871, un processus important de standardisation du droit commença notamment en matière de droit pénal et de droit procédural et culminant dans le Bürgerliches Gesetzbuch (Code civil) après vingt ans de rédaction.
En 1919 à Weimar, la Weimarer Verfassung (Constitution de Weimar) fut créée : la première constitution démocratique d'Allemagne. Il s'agissait d'une Constitution très démocratique et libérale, mais elle ne contenait aucun principe politique et éthique basique.
Cette constitution démocratique permit à Hitler de changer la forme du gouvernement selon ses vœux. Les principaux crimes du national-socialisme étaient, en forme, légaux, car le Reichstag dominé par le parti nazi était à l'origine des décisions.
Après la guerre, les deux nouveaux États allemands adoptèrent deux systèmes légaux différents. L'Allemagne de l'Est sociale-communiste a essayé d'instaurer de nouvelles lois fortement influencées par l'idéologie socialiste et communiste.
L’État démocratique de l'Allemagne de l'Ouest s'est fondé sur le droit existant. La plupart des changements du national-socialisme furent annulés, particulièrement ceux ayant un contenu contraire à l'éthique. Une de ces caractéristiques fut la prise en compte de la Constitution. Cette Constitution avait pour but d'éviter les erreurs de la Constitution de Weimar. Avec la réunification des deux États, le droit d'Allemagne de l'ouest fut en majeure partie conservé. 
Parmi les développements récents se trouve le droit de l'Union européenne qui vise à harmoniser les droits des différents États de l'Union européenne. Le gouvernement fédéral allemand participe à l’élaboration des normes au niveau européen de la même manière que les autres États membres. Cependant, le droit allemand est encore fortement influencé par le fédéralisme, et chaque Land a ses propres responsabilités et droits particuliers.
La tradition légale allemande a influencé un grand nombre de systèmes légaux étrangers, dont le Japon, la république de Corée, les États-Unis et la république populaire de Chine.

## Sources du droit allemand
Les sources du droit allemand suivent la hiérarchie traditionnelle des normes.

### Loi fondamentale
La Loi fondamentale (Grundgesetz), adoptée le 23 mai 1949, est la Constitution de l'Allemagne fédérale. Elle contient une déclaration des droits fondamentaux. En principe, la Loi fondamentale donne aux Länder une compétence de principe, limitant les pouvoirs de l'État à une liste déterminée de compétences. Toutefois l'étendue de cette liste laisse en pratique moins de pouvoir à un Land allemand qu'à un État fédéré américain.
Une Cour constitutionnelle fédérale (Bundesverfassungsgericht) contrôle la conformité des lois à la Loi fondamentale. Elle peut être saisie par les autorités politiques comme le Conseil constitutionnel français, mais également par un juge à titre préjudiciel ou par un particulier atteint dans ses droits fondamentaux.

### Droit international
L'article 25 de la Loi fondamentale dispose :

« Les règles générales du droit international public font partie du droit fédéral. Elles sont supérieures aux lois et créent directement des droits et des obligations pour les habitants du territoire fédéral. »

L'article 59(2) de la Loi fondamentale dispose :

« Les traités réglant les relations politiques de la Fédération, ou relatifs à des matières qui relèvent de la compétence législative fédérale, requièrent l’approbation ou le concours des organes respectivement compétents en matière de législation fédérale, sous la forme d’une loi fédérale. Les dispositions régissant l’administration fédérale s’appliquent par analogie aux accords administratifs. »

### Droit européen
L'article 24(1) dispose que « la Fédération peut transférer, par voie législative, des droits de souveraineté à des institutions internationales ».
L'article 23 de la Loi fondamentale, dit l’article-Europe, dispose :

« 1. Pour l’édification d’une Europe unie, la République fédérale d’Allemagne concourt au développement de l’Union européenne qui est attachée aux principes fédératifs, sociaux, d’État de droit et de démocratie ainsi qu’au principe de subsidiarité et qui garantit une protection des droits fondamentaux substantiellement comparable à celle de la présente Loi fondamentale. À cet effet, la Fédération peut transférer des droits de souveraineté par une loi approuvée par le Bundesrat. L’article 79, al. 2 et 3 est applicable à l’institution de l’Union européenne ainsi qu’aux modifications de ses bases conventionnelles et aux autres textes comparables qui modifient ou complètent la présente Loi fondamentale dans son contenu ou rendent possibles de tels modifications ou compléments.

1.a. Le Bundestag et le Bundesrat ont le droit de former un recours devant de la Cour de justice de l’Union européenne pour violation du principe de subsidiarité par un acte législatif de l’Union européenne. Le Bundestag en a l’obligation à la demande d’un quart de ses membres. Par une loi requérant l’approbation du Bundesrat, des exceptions à l’article 42, al. 2, 1re phrase et à l’article 52, al.3, 1re phrase, pourront être admises pour l’exercice des droits qui sont conférés au Bundestag et au Bundesrat par les fondements conventionnels de l’Union européenne.

2. Le Bundestag et les Länder par l’intermédiaire du Bundesrat concourent aux affaires de l’Union européenne. Le Gouvernement fédéral doit informer le Bundestag et le Bundesrat de manière complète et aussi tôt que possible.

3. Avant de concourir aux actes normatifs de l’Union européenne, le Gouvernement fédéral donne au Bundestag l’occasion de prendre position. Dans les négociations, le Gouvernement fédéral prend en considération les prises de position du Bundestag. Les modalités sont définies par la loi.

4. Le Bundesrat doit être associé à la formation de la volonté de la Fédération dans la mesure où son concours serait requis au plan interne pour une mesure analogue ou que les Länder seraient compétents au plan interne.

5. Lorsque des intérêts des Länder sont touchés dans un domaine de compétence exclusive de la Fédération ou lorsque la Fédération a à un autre titre le droit de légiférer, le Gouvernement fédéral prend en considération la prise de position du Bundesrat. Lorsque des pouvoirs de législation des Länder, l’organisation de leurs administrations ou leur procédure administrative sont concernés de manière prépondérante, l’opinion du Bundesrat doit être prise en considération de manière déterminante lors de la formation de la volonté de la Fédération ; la responsabilité de la Fédération pour l’ensemble de l’État doit être préservée. Dans les affaires susceptibles d’entraîner une augmentation des dépenses ou une diminution des recettes de la Fédération, l’approbation du Gouvernement fédéral est nécessaire.

6. Lorsque des pouvoirs exclusifs de législation des Länder sont concernés de manière prépondérante dans les domaines de la formation scolaire, de la culture, de la radio et de la télévision, l’exercice des droits que possède la République fédérale d’Allemagne en tant qu’État membre de l’Union européenne sera confié par la Fédération à un représentant des Länder désigné par le Bundesrat. L’exercice de ces droits à lieu avec la participation du Gouvernement fédéral et de concert avec lui ; la responsabilité de la Fédération pour l’ensemble de l’État doit être préservée.

7. Les modalités relatives aux alinéas 4 à 6 sont définies par une loi requérant l’approbation du Bundesrat. »

### Loi fédérale
L'article 71 de la Loi fondamentale dispose :

« Dans le domaine de la compétence législative exclusive de la Fédération, les Länder n’ont le pouvoir de légiférer que si une loi fédérale les y autorise expressément et dans la mesure prévue par cette loi. »

— Article 71 de la Loi fondamentale
L'article 73 de la Loi fondamentale liste les matières de compétence exclusive de la Fédération.
L'article 72 de la Loi fondamentale dispose :

« Dans le domaine de la compétence législative concurrente, les Länder ont le pouvoir de légiférer aussi longtemps et pour autant que la Fédération n’a pas fait par une loi usage de sa compétence législative. »

— Article 72 de la Loi fondamentale
L'article 74 de la Loi fondamentale liste les matières de compétence concurrente de la Fédération.

### Lois des Länder
L'article 70 de la Loi fondamentale dispose :

« Les Länder ont le droit de légiférer dans les cas où la présente Loi fondamentale ne confère pas à la Fédération des pouvoirs de légiférer. »

— Article 70 de la Loi fondamentale

## Organisation juridictionnelle
La Loi fondamentale institue cinq ordres juridictionnels distincts au sommet desquels sont placés :
- la Cour fédérale (Bundesgerichtshof) pour l’ordre judiciaire ;
- le Tribunal administratif fédéral (Bundesverwaltungsgericht) pour l’ordre administratif ;
- la Cour fédérale des finances (Bundesfinanzhof) pour l’ordre financier ;
- le Tribunal fédéral du travail (Bundesarbeitsgericht) pour l’ordre du travail ;
- le Tribunal social fédéral (Bundessozialgericht) pour l’ordre social.

Le Tribunal constitutionnel fédéral (Bundesverfassungsgericht) est à la fois un tribunal et un organe de l'État.

## Influence du droit allemand
Le droit allemand, par la qualité de sa construction et non par le biais d'un empire colonial, a influencé plusieurs autres pays tels que l'Autriche et la Suisse, mais aussi la Russie.
Certaines dispositions du droit allemand ont également été intégrées au droit français : la société à responsabilité limitée (SARL) est ainsi une adaptation de la Gesellschaft mit beschränkter Haftung (GmbH) allemande.

## Sources

## Compléments

### Lectures approfondies
- Volker Mayer, Introduction au droit comparé en matière de droit civil allemand et camerounais, Cologne, Köppe Verlag, 2016, 1re éd. (ISBN 978-3-89645-625-0)
- Gisela Funk-Baker et Heike Simon, Introduction au droit et au langage juridique allemands : Einführung in das deutsche Recht und die deutsche Rechtssprache, Paris, Dalloz, 2005, 3e éd. (ISBN 2-247-06442-6)